# Springvloed (televisieserie)
Springvloed, originele titel Springfloden, is een Zweedse dramaserie uit 2016 van SVT, gebaseerd op de gelijknamige detectiveroman van Cilla en Rolf Börjlind uit 2012. De hoofdrollen worden vertolkt door Julia Ragnarsson en Kjell Bergqvist. In de herfst van 2018 volgde in Zweden een tweede seizoen van opnieuw tien afleveringen, ditmaal de verfilming van 'De Derde Stem' uit 2014 van dezelfde auteurs.

## Verhaal
In het eerste seizoen krijgt Olivia Rönning (Ragnarsson), een jonge rechercheur in opleiding, op school een coldcase-oefening. Ze moet de onopgeloste "strandmoord" uit 1990 – waarbij een onbekende zwangere vrouw tot aan haar schouders werd ingegraven in het strand van het eiland Nordkoster en verdronk in een springvloed – in de hedendaagse tijd bezien. Wanneer ze ontdekt dat haar overleden vader aan de "strandmoord" heeft gewerkt, raakt Olivia geobsedeerd door de zaak. Vastbesloten de zaak op te lossen gaat zij op zoek naar Tom Stilton (Bergqvist), de hoofdcommissaris die 25 jaar geleden het onderzoek leidde. Deze blijkt tegenwoordig een dakloos bestaan te leiden en hij heeft weinig zin om Olivia te helpen.
Het tweede seizoen begint met de moord in Stockholm op douanebeambte Bengt Sahlmann, geënsceneerd als zelfmoord, die verband blijkt te hebben met de moord op een blinde vrouw in Marseille. De moorden raken zowel Olivia als Abbas persoonlijk. Mette Olsäter krijgt de zaak toegewezen en vraagt Tom Stilton om hulp. Olivia Rönning is terug uit Mexico en raakt bij toeval betrokken bij de zaak. Ze kiest voor een heel andere aanpak dan het team van Mette Olsäter en komt zo op het spoor van de moordenaar.

## Rolverdeling
- Julia Ragnarsson – Olivia Rönning
- Kjell Bergqvist – Tom Stilton
- Johan Widerberg – Minken
- Cecilia Nilsson – Mette Olsäter
- Peter Carlberg – Alexander Nordin
- Dag Malmberg – Nils Wendt
- Kjell Wilhelmsen – Rune Forss
- Stefan Gödicke – Janne Klinga
- Gustav Lindh – Liam Olsson
- Dakota Trancher Williams – Adam Sharew
- Görel Crona – Jackie Berglund
- Niklas Hjulström – Bertil Magnusson
- Anna Wallander – Vera Larsson
- Michaela Thorsén – Lisa
- Arvin Kananian – Bosse Thyrén
- Iggy Lond Malmborg – Lennie
- Leonard Samuelsson Heinemann – Acke Andersson
- Malena Engström – Ovette Andersson
- Jessica Zandén – Maria Rönning
- Dar Salim – Abbas el Fassi
- Björn Andrésen – Benseman
- Josefin Iziamo – Muriel
- Mattias Silvell – Arvo Pärt
- Angela Kovács – Eva Carlsén
- Filip Berg – Ove Gardman
- Paloma Winneth – Adelita Rivera

## Dvd
In België en Nederland is Springvloed door distributeur Lumière op dvd uitgebracht.